# Manuel Ortiz (Boxer)
Manuel Ortiz (* 2. Juli 1916 in El Centro, Kalifornien; † 31. Mai 1970 in San Diego) war ein US-amerikanischer Boxer, der in den 40er Jahren Weltmeister im Bantamgewicht war. Er ist nicht verwandt mit Carlos Ortiz.

## Laufbahn
Im Alter von 19 Jahren besuchte Ortiz eine Amateurkampfveranstaltung, sprang spontan ein, als ein Gegner ausfiel und gewann. Er begann ernsthaft für eine Amateurlaufbahn zu trainieren und hatte als Fliegengewichtler respektable Erfolge. So gewann er unter anderem die Golden Gloves von Kalifornien.
Der hart schlagende Halbdistanzspezialist Ortiz gab 1938 sein Profidebüt im Bantamgewicht und verlor nach Punkten. Nach einem Jahr stand seine Bilanz bei 17 Siegen und neun Niederlagen (alle nach Punkten, er hatte ein Weltklassekinn). Im weiteren Verlauf seiner Karriere schlug er dann aber stark eingeschätzte Gegner wie Tony Olivera, Little Pancho und Jackie Jurich.
Am 7. August 1942 gewann er den Weltmeistertitel im Bantamgewicht durch einen Punktsieg gegen Lou Salica. Er verteidigte den Gürtel in den folgenden fünf Jahren fünfzehn Mal, auch wenn er 1944 einen Nichttitelkampf gegen den größeren (Federgewichtler) Willie Pep verlor. Alleine im Jahr 1943 machte er acht erfolgreiche Titelverteidigungen. Er musste den WM-Gürtel schließlich im Januar 1947 an Harold Dade abgeben. 
Er gewann jedoch den direkten Rückkampf nur zwei Monate später und bestritt weitere vier Verteidigungen, gegen Kui Kong Young, Tirso Del Rosario, Memo Valero und Dado Marino. In diesen Zeitraum fiel allerdings auch die einzige vorzeitige Niederlage seiner Karriere, als der Nichttitelkampf gegen Manny Ortega wegen Augenverletzungen abgebrochen wurde.
Im Jahr 1950 verlor er die Krone endgültig an den Südafrikaner Vic Toweel. Erst 1955 beendete er 42-jährig seine Karriere, in der er 98 Siege, drei Unentschieden und 29 Niederlagen verbuchte.
Er gilt für das Ring Magazine als einer der besten Bantamgewichtler aller Zeiten, wird mit Éder Jofre, Rubén Olivares, Carlos Zárate und Panama Al Brown in einem Atemzug genannt. 1947 hatte er einen Gastauftritt in dem Boxdrama Killer McCoy mit Mickey Rooney, in dem er sich selbst spielte.